# Cod ATC N01
Codul ATC N01 Anestezice este o parte a sistemului de clasificare anatomică, terapeutică și chimică a medicamentelor, un sistem dezvoltat de către Organizația Mondială a Sănătății (OMS) pentru clasificarea medicamentelor și a altor produse medicinale. Subgrupul N01 este o parte a grupului N Sistemul nervos central.
Codurile pentru preparatele de uz veterinar sunt create prin alipirea literei Q în fața codului ATC corespunzător produsului pentru uz uman; de exemplu, QN01. Codurile ATCvet care nu au un cod ATC corespunzător produsului de uz uman sunt citate începând cu Q în lista următoare.

## N01AAnestezice generale

### N01AAEteri
N01AA01 Eter dietilic
N01AA02 Eter divinilic

### N01ABHidrocarburihalogenate
N01AB01 Halotan
N01AB02 Cloroform
N01AB04 Enfluran
N01AB05 Tricloroetilenă
N01AB06 Izofluran
N01AB07 Desfluran
N01AB08 Sevofluran

### N01AFBarbiturice
N01AF01 Metohexital
N01AF02 Hexobarbital
N01AF03 Tiopental sodic
QN01AF90 Tiamilal

### N01AG Barbiturice în combinații
N01AG01 Narcobarbital

### N01AHOpioideutilizate ca anestezice
N01AH01 Fentanil
N01AH02 Alfentanil
N01AH03 Sufentanil
N01AH04 Fenoperidină
N01AH05 Anileridină
N01AH06 Remifentanil
N01AH51 Fentanil, combinații

### N01AX Alte anestezice generale
N01AX03 Ketamină
N01AX04 Propanidid
N01AX05 Alfaxalonă
N01AX07 Etomidat
N01AX10 Propofol
N01AX11 Oxibat sodic
N01AX13 Oxid nitros
N01AX14 Esketamină
N01AX15 Xenon
N01AX63 Oxid nitros, combinații
QN01AX91 Azaperonă
QN01AX92 Benzocaină
QN01AX93 Tricaină, mesilat
QN01AX94 Izoeugenol
QN01AX99 Alte anestezice generale, combinații

## N01BAnestezice locale

### N01BAEsteriai acidului aminobenzoic
N01BA01 Metabutetamină
N01BA02 Procaină
N01BA03 Tetracaină
N01BA04 Cloroprocaină
N01BA05 Benzocaină
N01BA52 Procaină, combinații
N01BA53 Tetracaină, combinații

### N01BBAmide
N01BB01 Bupivacaină
N01BB02 Lidocaină
N01BB03 Mepivacaină
N01BB04 Prilocaină
N01BB05 Butanilicaină
N01BB06 Cincocaină
N01BB07 Etidocaină
N01BB08 Articaină
N01BB09 Ropivacaină
N01BB10 Levobupivacaină
N01BB20 Combinații
N01BB51 Bupivacaină, combinații
N01BB52 Lidocaină, combinații
N01BB53 Mepivacaină, combinații
N01BB54 Prilocaină, combinații
N01BB57 Etidocaină, combinații
N01BB58 Articaină, combinații

### N01BC Esteri aiacidului benzoic
N01BC01 Cocaină

### N01BX Alte anestezice locale
N01BX01 Clorură de etil
N01BX02 Diclonină
N01BX03 Fenol
N01BX04 Capsaicină